# Danaus petilia
Danaus petilia là một loài bướm ngày in the nymphalid Danainae subfamily. Nó được tìm thấy ở Australia.

## Hình ảnh

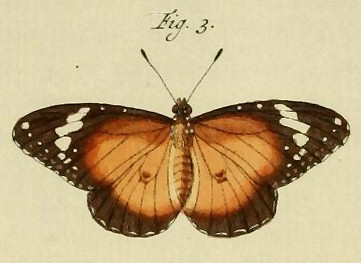